# Гаджиев, Шамхал Абусайгидович
Шамхал Абусайгидович Гаджиев (1975, с. Алак, Ботлихский район, Дагестанская АССР, РСФСР, СССР) — российский тайбоксер, призёр чемпионата Европы. Мастер спорта России международного класса. Полковник полиции.

## Спортивная карьера
Тайским боксом занимается с 1994 года. Является воспитанником махачкалинского ДГЦБИ и школы «Скорпион», занимался под руководством Зайналбека Зайналбекова. В мае 1998 года в городе Муром Владимирской области стал обладателем Кубка России. В ноябре 2000 года в Москва стал серебряным призёром чемпионата Европы. После окончания спортивной карьеры был аспирантом ДГПУ, кандидат педагогических наук. Работал сотрудником МВД по Дагестану, после чего служил Врио начальника полиции в ЗАТО Александровск Мурманской области и Начальник ОП №1 «Алупкинский» Республики Крым.

## Достижения
- Кубок России по тайскому боксу 1998 — ;
- Чемпионат Европы по тайскому боксу 2000 — ;                                                          Чемпионат мира по тайскому боксу 2001  一 🥉.                                                        Чемпионат мира по тайскому боксу 2003 一🥉

## Личная жизнь
В 1994 году окончил среднюю школу в селе Алак. В 1999 году окончил Дагестанский государственный педагогический университет.